# Loi électorale italienne de 1882
La loi électorale italienne de 1882 est une loi électorale adoptée par le royaume d'Italie à partir des élections de 1880 (XIVe législature).

## Caractéristiques
La loi, approuvée par le IVe gouvernement Depretis, remplace la loi électorale de 1859, en en modifiant le système et la base électorale.
Le suffrage reste réservé exclusivement aux hommes qui ont vingt et un ans (le seuil précédent avait été fixé à 25 ans). Ne peuvent voter que ceux qui disposent d'un certificat correspondant à deux années de cours élémentaires d'état et gratuit prévu par la loi Coppino de 1877, indépendamment du revenu. Toutefois, ceux qui présentent un certificat différent ou qui n'en ont pas, peuvent voter en payant une taxe de 19,80 lires (contre 40 auparavant). À la suite de ces changements, la base électorale augmente considérablement, passant de 2 % à 7 % de la population. Agostino Depretis, membre de la gauche historique, a fait de  l'élargissement de la base électorale son cheval de bataille.
En termes de système électoral, la loi est à liste plurinominale : elle remplace les circonscriptions uninominales prévues dans la loi précédemment en vigueur par des circonscriptions plurinominales qui élisent deux à cinq députés.
Ce système augmente l'instabilité de la majorité, aussi en  1891, la loi est amendée rétablissant les circonscriptions uninominales. Ces modifications restent en vigueur jusqu'en 1912, quand il est remplacé par le  IVe gouvernement Giolitti par une nouvelle loi qui élargit la suffrage.